# 斎藤一雄
斎藤 一雄（さいとう かずお、1919年 - 2011年）は、日本の造園学者。なお、姓は「斉藤」の表記も使用していた。

## 来歴
千葉大学園芸学部教授を務めた。庭園デザイン研究室の初代教授だった。
1975年に「自然の保全原単位としての水系環境系に関する研究」で京都大学より農学博士号を取得した。
造園家の田瀬理夫は、「斉藤（斎藤）が1979年に『トータルランドスケープ』という観念を提唱した」と述べている。
1992年当時は、にわふぉるむ研究室の代表を務めていた。
平成9年度の日本造園学会賞上原敬二賞を受賞した。
造園の実作も手がけ、ゴルフコースの造園作（コース設計ではない）として、平成倶楽部やレイク相模カントリークラブがある。また在職した千葉大学園芸学部キャンパス敷地内に設計した庭園が残る。

## 著書
- 菅井準一、等（編）『科学史大系』、中教、1952年
- 『栽培の実際と理論 新しい農民の生物読本』新興出版社、1955年
- 関口鍈太郎（編著）『造園技術 設計・施工』（分担執筆）養賢堂、1961年
- 『造園実務集成 庭園篇 1 庭園設計の実際』技報堂出版、1972年
- 『緑化土木 環境系の形成技術として』（編著）森北出版、1979年
- 『環境システムの計画 接点空間 (インターフェイス) をさぐる』斉藤一雄先生退官記念事業会、1985年
- 『緑の環境デザイン 庭から国立公園まで』（斉藤一雄・田畑貞寿編著）日本放送出版協会、1985年